# John Escreet

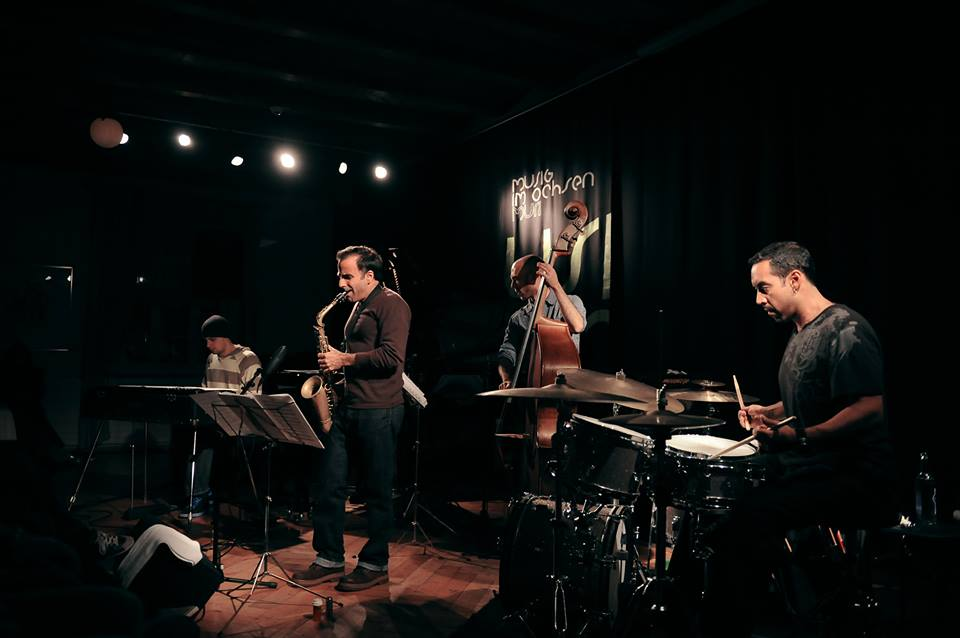
Das Antonio Sánchez Quartet (Sanchez, David Binney, Matt Brewer, John Escreet) bei einem Auftritt im Musig-im-ochsen, Muri, 2014

John Escreet (* 18. August 1984 in Doncaster, South Yorkshire) ist ein britischer  Jazzpianist, Keyboarder und Komponist.

## Leben und Wirken
Escreet zog 2006 nach New York, wo er an der Manhattan School of Music bei Kenny Barron und Jason Moran studierte und 2008 den Master erwarb. Seitdem spielte er u. a. mit David Binney und Alan Ferber; 2008 legte er sein Debütalbum Consequences (Posi-Tone) vor, an dem neben Binney auch Ambrose Akinmusire, Matt Brewer und Tyshawn Sorey mitwirkte. Seit 2020 wohnt er in Los Angeles. Im Bereich des Jazz ist er seit 2008 an 35 Aufnahmesessions beteiligt, u. a. auch bei Zack Lober, Lars Dietrich, Jamie Baum, Amir ElSaffar, Tyshawn Sorey (Oblique-1, 2011), und Antonio Sánchez. Escreet verarbeitet in seinem Spiel Einflüsse von Cecil Taylor, Kenny Barron, Cedar Walton, Herbie Hancock, McCoy Tyner, Andrew Hill und Paul Bley. 2019 gehörte er dem Alex Sipiagin Quintet an und tourte u. a. mit Antonio Sánchez.

## Diskografische Hinweise
- Consequences (Posi-Tone, 2008)
- Don’t Fight the Inevitable (Mythology, 2009), mit Ambrose Akinmusire, David Binney, Matt Brewer, Nasheet Waits
- The Age We Live in (Mythology, 2010), u. a. mit David Binney, Wayne Krantz, Marcus Gilmore, Tim Lefebvre
- Exception to the Rule (Criss Cross Jazz, 2011), mit David Binney, Eivind Opsvik, Nasheet Waits
- Sabotage and Celebration (Whirlwind, 2012), u. a. mit Shane Endsley, Josh Roseman, David Binney, Chris Potter, Adam Rogers, Matt Brewer, Garth Stevenson
- Sound, Space and Structures (Sunnyside Records, 2014), mit Evan Parker, John Hébert, Tyshawn Sorey
- The Unknown (2016), mit Evan Parker, John Hébert, Tyshawn Sorey
- Seismic Shift (2022), mit Eric Revis, Damion Reid
- The Epicenter of Your Dreams (2024)